# Липова (Румунија)
Липова (рум. Lipova, мађ. Lippa) град који припада жупанији Арад у Републици Румунији. Насеље је средиште источног дела округа. Град Липова обухвата и насељена места Радна и Шоимош.

## Географија
Град Липова се налази источно од Арада, на реци Мориш. Старо градско језгро је на левој (јужној) обали реке, која спада у румунски део Баната, док се северни део места на десној обали реке налази у историјској области Кришана. Северно од града пружају се Зарандске планине.

## Историја
Током 16. века, Липова је са својом облашћу постала поприште честих сукоба Османског царстава са Краљевином Угарском, а потом са Кнежевином Трансилванијом и њеном Лугошко-карансебешком бановином. Под османску власт је потпала 1552. године, након чега је постала седиште новоствореног Липовског санџака, у саставу Темишварског пашалука. Потом је 1595. године дошла под трансилванску власт, а затим је неколико наврата постала поприште нових сукоба, тако да је 1613. године враћена под османску власт.
Током Бечког рата (1683-1699), Липова је 1686. године први пут ослобођена, али османска војска је поново запосела град 1690. године, да би већ 1691. године била поново протерана од стране хабзбуршких снага. Већ 1695. године, поново је потпала под османску власт. Коначно ослобођење се догодило тек 1716. године, након чега је град укључен у састав хабзбуршког Тамишког Баната.
Административном реформом из 1744. године, град је издвојен из састава Зарандске жупаније и прикључен суседној Арадској жупанији. Након распада Аустроугарске (1918), град је припао Краљевни Румунији.
Аустријски царски ревизор Ерлер је 1774. године констатовао да се варошица Липова налази у Липовском округу, Липовског дистрикта. Ту се налазе тада управни уред, царинарница, вашар, солана, управни подуред. Становници су претежно Швабе и Власи.
Када је 1797. године пописан православни клир у месту је забележено пет свештеника. Пароси, поп протопрезвитер Николај Шубоњ (рукоп. 1773), поп Тома Поповић (1766), поп Теодор Томаш (1775) и поп Јоаким Шербановић (1782) су се служили са српским и румунским језиком. Међутим, поп Симеон Георгијевић (1789) је поред румунског знао и грчки језик.

## Срби у Липови
Брат Божића Радића, Стеван Балиптић управљао је 1527. године са два града, Шољмошем и Липом. Балинтић је једно писмо Јована Црног исцепао и спалио, у знак да се не боји краља. Године 1531. Липовом је господарио тамишки жупан Петар Петровић, који се лепо односио према тамошњим Србима. Славни српски јунаци Никола Цреповић, Стеван Сабов и Петар Божић су 1551. године на Липови се борили. Војвода угарски Жигмонд Ракоци помиње у својим писмима 1607. године "рацку" (српску) цркву у Липи, као и митрополита Саву.
Током 16. и 17. века постојала је Липовска епархија у саставу Српске патријаршије. Монаси Пећког манастира су 1666. године походили Богохраними град Липова и записали приложнике: поп Јован и Вукоје су принели 3000 аспри, плаћено је за помен монахињи Анастасији, те поп Милен, Меимар и Радоман от Херчега.
Гроф Ђорђе Бранковић је 1700. године подносио документе Неоаквистичкој комисији, као доказе да је његова породица дошла до власништва неколико спахилука у Угарској и Ердељу. Ту се наводе следећа факта из 17. века: године 1607. у Липови је извршена "чиста статуција" именованог Принципа Гаврила. Даровница је дата од стране Принципа Гаврила, и Јовану Гашпару из Липе, 1608. и 1611. године у Београду. Даровница Сигисмунда, Ракоци Владиславу Рацу у Липови, на власништво места Онуш, издато у Београду 1607. године. Оберкапетан Јован гроф Бранковић, посинак деспота Ђорђа председник сомборски тражио је 1715. године од Еугена Савојском да му буде дато оно што му је поочим оставио. Јован спада у "Липовске Бранковиће, а њега је узео стриц Ђорђе као сиротана без родитеља, код себе да буде "Постељник", док је био заточен у Бечу. Његов други стриц је био Сава Бранковић митрополит Сибињски. Сви су они рођени у Липови.
Сребрну кадионицу је поклонио месној православној цркви 1760. године, Обрад оберкнез липовски. Липовски трговац Дамјан Костић финансирао је 1788. године излазак једне књижице у Будиму.
На реци Моришу између места Липове и Марије Радне постављен је 1855. године први пут дрвени мост на шајкама. На извесној удаљености од Липове, налази се кисела вода, а ту су попут мале бање уређена за одмор и лечење, хладна и топла купатила. Заслуга за понтонски мост и купатила припада Начелнику (кнезу) липовском Атанасу от Мишића. Он је такође на заједничком гробљу лепу капелу гробљанску озидао, због чега га цене оба народа. Основали су тамошњи Срби 1858. године "Прво друштво за трговину са сплавским дрвима у Липови". Били су то грађани Мојсије Антоновић, Григорије Јанковић, Никола Шербан, Григорије Рац млађи, Ђорђе Поповић, Аксентије Јанковић и Ђорђе Антоновић. То друштво трговаца правило је и продавало сплавове и даске од најбоље јеловине.
Превод једне мудре књиге на српски језик набавило је 1814. године много становника Липове. Тако су на списку претплатника били: Григорије Обрадовић директор у пензији, Јован Обрадовић слушалац филозофије у Араду, те много купаца месних као Нина Рошуљ, Петар Јеремић, Григорије Јанковић, Кузман Илић, Максим Миловић, Николај Јорговић, Георгије Дрос, Георгије Савић и два грађанина Николај Ангелић и Зафир Дечко. Скупљач претплате за "Новине сербске" из Беча, био је 1815. године директор школа у Липови, Обрадовић. Педагошку књигу набавио је 1816. године месни учитељ Михаил Апић. Набавили су 1829. године српску књигу у Липови: Григорије Обрадовић пензионисани директор школа, Јаков Кнежевић адвокат мађарског и аустријског права, и трговци Максим Миловчић и Филип Буљ. Године 1858. држава је одредила да буду два адвоката у Липови. Зна се из 1831. године Јаков Кнежевић заклети адвокат. Купац српске књиге из Липове, 1833. године био је Максим Милоичић ц и к "декретаљ" (од 1827. солар). Претплатнички пункт за српски календар у "Липи" је 1834. године организовао Григорије Обрадовић школски директор Темишварског округа у пензији. Претплату су му дали: пензионисани капетани Јован от Радивојевић и Сава от Живановић, затим Јулијана от Карачоњи, Теодор от Обрадовић, Терезија от Кнежевић, Катарина Стефановић, те трговци - Максим Милочић, Јанко Белић, Кузман Илић, Димитрије Мичић, Филип Вуја, Стефан Ковачевић и Мојсеј Антоновић, као и бербер Константин Цервенковић.
Практичну књигу о пчеларству купио је 1860. године у пет егземплара, месни трговац Стефан Антоновић. Друштво за Српско народно позориште основано је на оснивачкој скупштини новембра 1865. године у Новом Саду. За почасне чланове бирају се заслужни појединци, међу којима и Глигорије (Георгије) Јанковић из Липове. Јанковић је 1866. године и скупљач претплате за тек покренути српски политички лист "Заставу", у Липови и околини.
Године 1809. у Липови је парох био Прокопије Грујић. Јован Петровић прота Липовски био је претплатник српске књиге 1846. године.

### Деоба са Румунима
Године 1854. у Липови су "опет" кренули неспоразуми између Срба и Румуна. Претходно су 1852. године избацили све словенске књиге из храма. Били су тужени пред судом у Винги; њих 40 је било ислеђивано 1854. године. На литургији у цркви служили су прота Царан и још четири свештеника. Деца су појала на румунском језику, а на српском се тек мало огласио један свештеник читајући јектенија. На вечерњу у певници са десне стране појало се на румунском, а у певници са леве стране по румунски. То је уредио владика темишварски Самуило Маширевић, да би превазишао веће сукобе у светом храму, али и месту. Јер, мада су Срби сами о свом трошку подигли ту цркву, посвећену празнику Успење Богородице, Румуни су у обести, из храма избацили све словенске књиге. То се поновило неколико пута, притом су и странице српских књига кидане. Мислило се да су Срби из тог места били "заборављени", јер је протопрезвират Липовски предат румунској епископији. Румуни су тада говорили својим суграђанима: "Да за њих нико не зна да су Срби, да морају Романи (Румуни) бити, и да комисија ту неће доћи". Међутим у лето те 1866. године године најавила се да ће доћи Расправна комисија, на тражење владике Антонија. Комисија је требало да иде од куће до куће и испитује, националну припадност и опредељење домаћина. Један од заступника Срба у тој комисији био је бездински архимандрит Живковић. Румуне у Липови су заступали прота Јован Царан и Атанасије Рац (у преводу "Србин") - за које се знало да су пристрасни, јер су и из тог места.
Морали су липовачки Румуни пристати под притиском власти да уступе Србима, оно што им следује. Румуни се нису бунили, али су тражили да њихова деца поје на румунском језику, као што је и било дозвољено. Румунски парох Лазар Сучу је одржао на крају службе о Вазнесењу, проповед на румунском, која је Србима засметала јер је по њима била национална, а многи је нису ни разумели. Црква липовска је велика, иконостас је леп рађен у грчком (византијском стилу), а натписи на иконама су словенски. Године 1853. црква је половином репарирана, а торањ покривен лимом. Ту живи око 400 српских становника. Богати месни трговци Ђорђе Јанковић, Стеван Антоновић, Марко Стојановић и Никола Белић са још 10 трговаца Срба сами плаћају једног појца да српски поји у храму и уједно учи српску децу као учитељ. Поменути Ђорђе Јанковић је једну своју кућу на лепом месту за школу уступио, а у њој је и стан намештен за појца и учитеља. Све је то дато од срца, без икаквог потраживања. У школској учионици је на зиду постављена велика слика Св. Саве, што се тада мало где могло видети. Сваке године парох у српску школу долази, свети водицу, а деца и сви одрасли и њихови родитељи певају Химну Св. Сави. Школу похађа 30 ђака, а Срби овдашњи су тражили од власти да се школа ситематизује, да би учитељ део плате и из варошке касе примао.
Добио је 1854. године од аустријског цара орден Златни крст за заслуге, Срећко Вуја трговац из Липове. За фонд Школског листа, приложили су 1861. године браћа Антоновић из Липове, 8 ф. Исте године, Ђорђе Јанковић био је претплатник часописа "Даница" и листа "Српски дневник" из Новог Сада. Народни посланик за српски црквено-народни сабор у Карловцима, био је 1864. године Ђорђе Фогароши из Липове.
Године 1905. у Липовском срезу је општина Липово (Lippa) са само 40 Срба православаца. То није више ни парохијска филијала. По ц и к рескрипту од 10. августа 1868. године, спомиње се Липово са 520 српских душа, као општина у темишварском протопрезвирату.

## Становништво
У односу на попис из 2002, број становника на попису из 2011. се смањио.
| 1966.  | 1977.  | 1992.  | 2002.  | 2011.  |
| ------ | ------ | ------ | ------ | ------ |
| 11.705 | 11.863 | 12.059 | 11.491 | 10.313 |

По последњем попису из 2002. године град Липова имао је 11.236 ст. Последњих деценија број становништва је растао.
Град је од давнина био вишенародни, али су данас Румуни претежно становништво, док је немачку и мађарску заједницу задесио нагли пад припадника током протеклих деценија.
По последњем попису из 2002. године етнички састав града био је следећи:
- Румуни: 10.349 (92,10%)
- Мађари: 491 (4,36%)
- Немци: 214 (1,90%)
- Роми: 113 (1,00%)
- остали: 0,64%

## Занимљивости
У Липови је до данас остао очуван базар из доба отоманске империје, подигнут у 17. веку.

## Галерија
- Виша школа у Липови
- Православна црква у Липови